# タンピン駅
タンピン駅（タンピンえき、マレー語:Stesen keretapi Pulau Sebang/Tampin）はマレーシアのムラカ州プラウ・スバンにある、マレー鉄道ウエスト・コースト線とスレンバン線の駅で、マラッカの最寄り駅。ゲマス駅から同駅まで約60kmを30分で結ぶ。

## 概要
駅名はヌグリ・スンビラン州タンピンから命名されているが、実際の所在地は隣町のムラカ州プラウ・スバンにある。駅名標には、プラウ・スバン（Pulau Sebang）が併記されている。
KTMインターシティの全列車及びKTMコミューター（スレンバン線）が停車する。KLセントラル方面から来たスレンバン線は当駅が終着駅となる。
1905年12月1日にタンピン～アロー・ガジャ～ムラカ間のムラカ支線開業し当駅から分岐していたが、第二次世界大戦時に日本軍によって撤去され、そのまま廃線となった。

## 歴史
- 1905年7月15日 - 駅開業。（スレンバン～タンピン間の開業による。）

## 駅構造

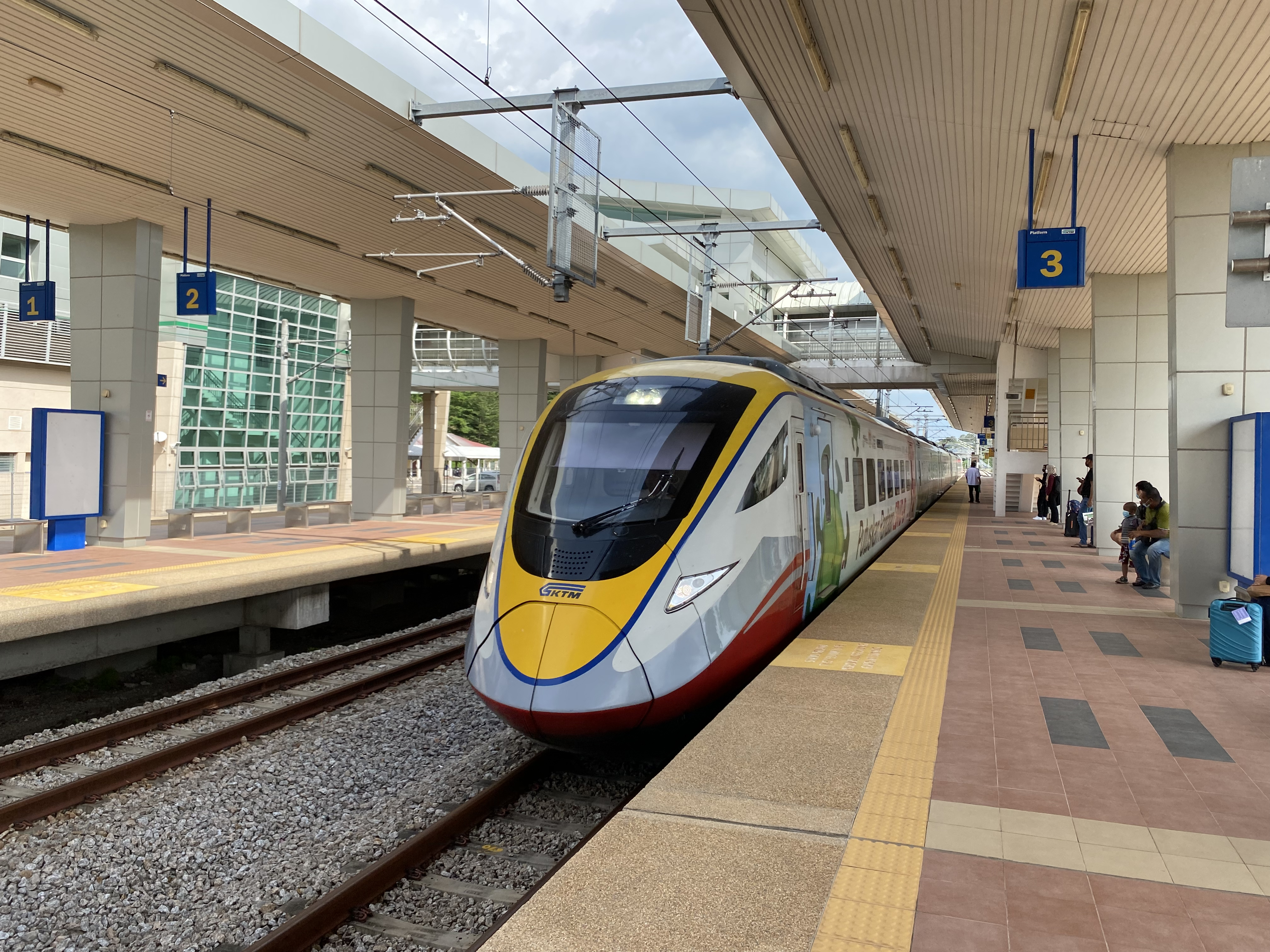
プラットホーム

相対式ホーム2面2線をもつ地上駅である。駅舎は北側にあり下りホームに面している。上りホームには、駅構内の跨線橋で結ばれている。

## 駅周辺
- マイディン（英語版、マレー語版） プラウ・スバン・ハイパーマーケット

## 隣の駅
マレー鉄道
ウエスト・コースト線
ETSゴールド（ETS Gold）
スレンバン駅 - タンピン駅 - バタン・ムラカ駅
1 スレンバン線
ルンバウ駅 (KB16) - タンピン駅 (KB17)